# He 60 (航空機)
ハインケル He 60
ハインケル He 60
- 用途：偵察機
- 分類：水上機
- 製造者：ハインケル
- 運用者：ドイツ空軍、ドイツ海軍
- 初飛行：1933年初め
- 退役：1943年

ハインケル He 60（Heinkel He 60）は、1930年代にドイツ海軍の軍艦からカタパルトで射出するように設計されたドイツのハインケル社で製造された単発複葉の水上機型偵察機である。

## 設計と開発
He 60は、He 59を設計したハインケル社の設計技師ラインホルト・メーヴェス（Reinhold Mewes）が設計した。この機体は木材/金属混合構造に羽布張りの単発複葉機となった。翼間支柱で結ばれた上下の主翼は翼幅が同じで顕著なスタッガード式（前後にずらした形式）であった。
試作初号機は1933年初めに初飛行を行い、装着する492 kW (660 hp)のBMW VIでは出力不足であることが分かった。試作2号機はより高出力のBMW製エンジンを搭載したが、性能の向上は僅かであり信頼性に欠けていたため量産型では元のエンジンに戻された。外洋での運用を可能とする（仕様に要求された通り）ように設計された保守的な構造のHe 60は頑丈な航空機であった。その結果として本機は常に自機の重量に対して幾分か出力不足であることから操縦性は鈍重で、敵砲火に対して脆弱であった。この出力不足の解消のための試みとして1機にダイムラー・ベンツ DB 600エンジンが装着されたが、量産型にはこのエンジンは搭載されなかった。

## 運用の歴史

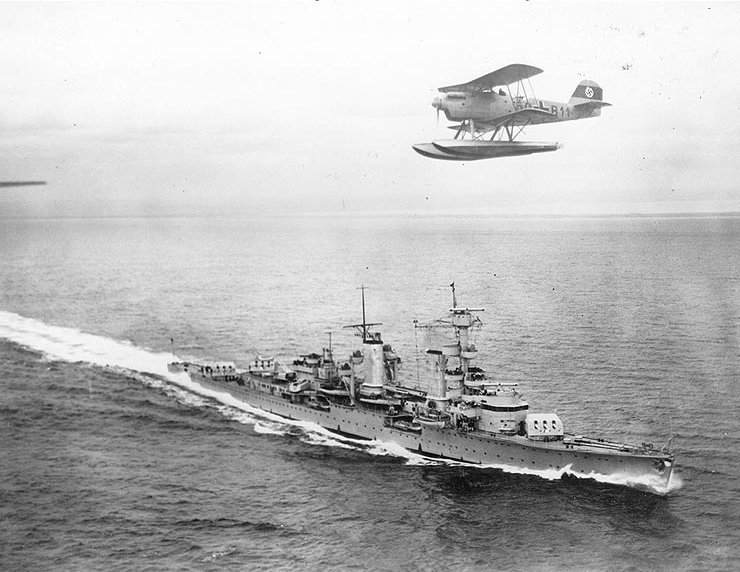
ドイツ海軍の軽巡洋艦ケルン上空を飛行するHe 60

He 60は1933年6月にドイツ海軍の訓練部隊に最初に配備された。1934年から主量産型のHe 60Cが全てのドイツ海軍の巡洋艦のカタパルトから運用する艦上水上機部隊への配備を開始された。スペイン内戦期間中には反乱軍側で戦闘に参加した。
1939年に最初のハインケル He 114が艦載機の地位を引き継ぎ、これも間もなくアラド Ar 196に取って代わられた。第二次世界大戦勃発時にはHe 60は幾つかの沿岸哨戒飛行隊で任務に就いていた。1940年には第一線任務から引き揚げられたが、1941年にソビエトへの侵攻が始まると再び第一線に復帰してバルト海や地中海での沿岸哨戒任務に就いた。全てのHe 60は1943年10月に退役した。

## 派生型
He 60a
1933年初めに飛行試験を開始した試作初号機。
He 60b
より高出力のエンジンを試験的に搭載した試作2号機。性能向上が見られなかったため60a仕様に戻された。
He 60c
1933年初めにカタパルト射出試験に成功した試作3号機。この機体はドイツ海軍に納入され、就役した。
He 60A
前量産型として14機が発注された。総計で81機のA型が生産された。
He 60B
1934年に登場した初期量産型。
He 60B-3
1933年に性能向上のために1機に671 kW (900 hp)のダイムラー・ベンツ DB 600が搭載されたが、開発は中止された。
He 60C
1934年晩夏に改良型のC型が生産に入り、同年秋に納入された。
He 60D
D型は固定式のMG 17 機関銃の搭載能力を加え通信装置を改良したHe 60Cの類似型。1936年6月に生産開始。
He 60E
6機がスペインから発注され、3機のD型が60Eと呼ばれた。1937年4月に納入完了。これらはスペイン内戦で沿岸哨戒任務に就き、最後の機体は1948年に退役した。

## 運用
ドイツ国
- ドイツ空軍
- ドイツ海軍

 スペイン
- スペイン空軍

## 要目 (He 60)
出典: War Planes of the Second World War: Volume Six Floatplanes 
諸元
- 乗員: 2
- 全長: 11.50 m （37 ft 8+3⁄4 in）
- 全高: 5.30 m （17 ft 4+3⁄4 in）
- 翼幅: 13.50 m（44 ft 3+3⁄4 in）
- 翼面積: 56.0 m2 （603 ft2）
- 空虚重量: 2,735 kg （6,018 lb）
- 運用時重量: 3,407 kg （7,495 lb）
- 有効搭載量: kg （lb）
- 最大離陸重量: kg （lb）
- 動力: BMW VI 6.0 液冷 V型12気筒エンジン、492 kW （660 hp）   × 1

性能
- 超過禁止速度: km/h （kt）
- 最大速度: 240 km/h（海面高度） （130 kt） 149 mph
- 巡航速度: 216 km/h （117 kt） 134 mph
- 失速速度: km/h （kt）
- フェリー飛行時航続距離: km （海里）
- 航続距離: 826 km 高度2,000 m (6,560 ft)で （446 海里） 513 mi
- 実用上昇限度: m （ft）
- 巡航高度: 5,000 m (16,400 ft)
- 上昇率: 1,000 m (3,280 ft): 3.2 分 （ft/s）
- 離陸滑走距離: m （ft）
- 着陸滑走距離: m （ft）
- 翼面荷重: kg/m2 （lb/ft2）
- 馬力荷重（プロペラ）: kW/kg （hp/lb）

武装
- 固定武装: 1 × 7.92 mm (.312 in) MG 15 機関銃（観測員席の回転銃座）